# Couscous Comedy Show
Le Couscous Comedy Show est un souper-spectacle d'humour et de variété. Il est créé en 2009 à Montréal par le comédien producteur et cuisinier d'origine algérienne UncleFofi, alias Fares Mekideche. Le show réunit de la musique de la magie et de l'humour.

## Production
UncleFofi a l'idée de mélanger ses talents de cuisinier, de show man, et d'entrepreneur dans un seul concept. Ce jeune étudiant de HEC Montréal lance donc son propre show en avril 2009. Il cuisine lui-même son couscous et anime une soirée où des humoristes et autres artistes de divers horizons viennent se produire. Le show dure 2 heures, les spectateurs commencent par aller se servir leur couscous, pendant qu’un chanteur ou groupe joue sur scène. Par la suite, le spectacle commence soit par de la magie ou directement avec de la comédie, style stand-up (en général).
Le style cabaret n'est pas une nouveauté en soit, mais le fait de servir du couscous est quant à lui un concept unique en Amérique du Nord. Autre fait nouveau, le Couscous Comedy Show est l'un des premiers shows au Québec à réunir des humoristes anglophones et francophones sur la même scène. En général, ce sont des jeunes humoristes de la relève qui participent au show ou alors de parfaits inconnus qui se lancent dans l’humour. Mais il n'est pas exclu de voir des humoristes confirmés, tels que Rachid Badouri, Sugar Sammy ou encore Boucar Diouf.Emmanuel Bilodeau, quant à lui, commence sa carrière d’humoriste au Couscous Comedy Show en coanimant le Sushi Show avec UncleFofi.
Telle est donc la philosophie de UncleFofi, donner la chance à tout le monde.  Des stars montantes de l'humour au Québec ont ainsi fait leur début dans le  show, tels que Roman Frayssinet, Neev, Adib Alkhalidey, Jeremy Demay, Reda Saoui, Mehdi Bousaidan, Mariana Mazza ou encore Eddy King. Mais le Couscous Comedy Show n'a pas pour unique vocation d'être une rampe de lancement pour jeunes humoristes.

## Événements marquants
C’est en avril 2009 qu'Uncle Fofi a l'idée de lancer son Couscous Comedy Show, et cela pour pouvoir se produire sur une scène. En effet le jeune humoriste avait du mal à trouver des places où se produire comme humoriste, il a donc décidé de créer son propre spectacle afin de pouvoir exercer le métier de show man. Diplômé de HEC Montréal en 2008, il est tantôt producteur tantôt cuisinier et animateur du show. Le show se déroule aux Bobards sur la rue Saint-Laurent Montréal durant un an, puis au Grillon sur Papineau durant quelques mois, fin 2010 c’est au café campus sur la rue prince Arthur que le Couscous Comedy Show se produit chaque dimanche. 
En novembre 2010, UncleFofi remporte le « Grand prix jeune potentiel » pour leurs réalisations exceptionnelles, par la Fondation Club Avenir. Pour la rentrée 2011-2012, le show donne des représentations mensuelles, au Cabaret du Mile End et continue pour la saison 2012 et 2013 mais un vendredi du mois. Le show est invité à participer au plus grand festival du rire au monde, celui du Festival Juste pour rire à Montréal durant 7 jours entre le 13 et 18 juillet 2011 sur la place des arts. En 2011, le Couscous Comedy Show est consacré « la révélation de l'année dans le monde de l’humour au Québec » par le journal La Presse.
Le Couscous Comedy Show participe encore une fois à la programmation du Festival Juste pour rire pour ses 30 ans en juillet 2012. Il donne une seule représentation le 20 juillet 2012 à la salle Métropolis. En 2012, UncleFofi lance son Club Social, en se basant sur les nombreuses personnes et artistes qui viennent aider à la préparation du spectacle. En avril 2012, il coanime son émission de radio sur CHOQ-FM avec Malik Mehni son producteur exécutif, UncleFofi et son Couscous Social Club. Fin 2012, le spectacle figure dans le top 5 des meilleurs spectacles humour de 2012 au Québec.
En avril 2013, UncleFofi et son Couscous Comedy Show sont invités à donner une représentation le 2 mai 2013, au premier festival international du rire à Alger, Algérie du 30 avril au 3 mai 2013. En juillet 2013, UncleFofi participe au Festival Zoofest, il donne 5 représentations du Chocolat Show. Et un Couscous Comedy Show, dans le cadre du Festival Juste pour rire le 20 et 27 juillet 2013. En octobre 2013, UncleFofi remporte le prix Coup de cœur du Jury au 4e Gala annuel du CMQ (Congrès des Maghrébins au Québec). En novembre 2013, UncleFofi est l’un des personnages de Histoires d'immigrants, un documentaire de 15 courts métrages de la réalisatrice Nadia Zouaoui, présenté en première du Festival du monde arabe de Montréal, le 6 novembre 2013 à Montréal.
En mai 2014, le Couscous Comedy Show participe au Festival de la BD de Montréal . En décembre 2014, UncleFofi participe au 4e Festival du Rire de Dakar .
Pour célébrer les 30 ans de UncleFofi et 6 ans du Couscous Comedy Show, une soirée avec un concert de l'artiste Amazigh Kateb a lieu le vendredi 12 juin 2015.
Durant l'été 2015 Unclefofi joue pour la première fois son one-man Allez viens! On est bien! de 60 minutes au Zoofest.